# Kralle

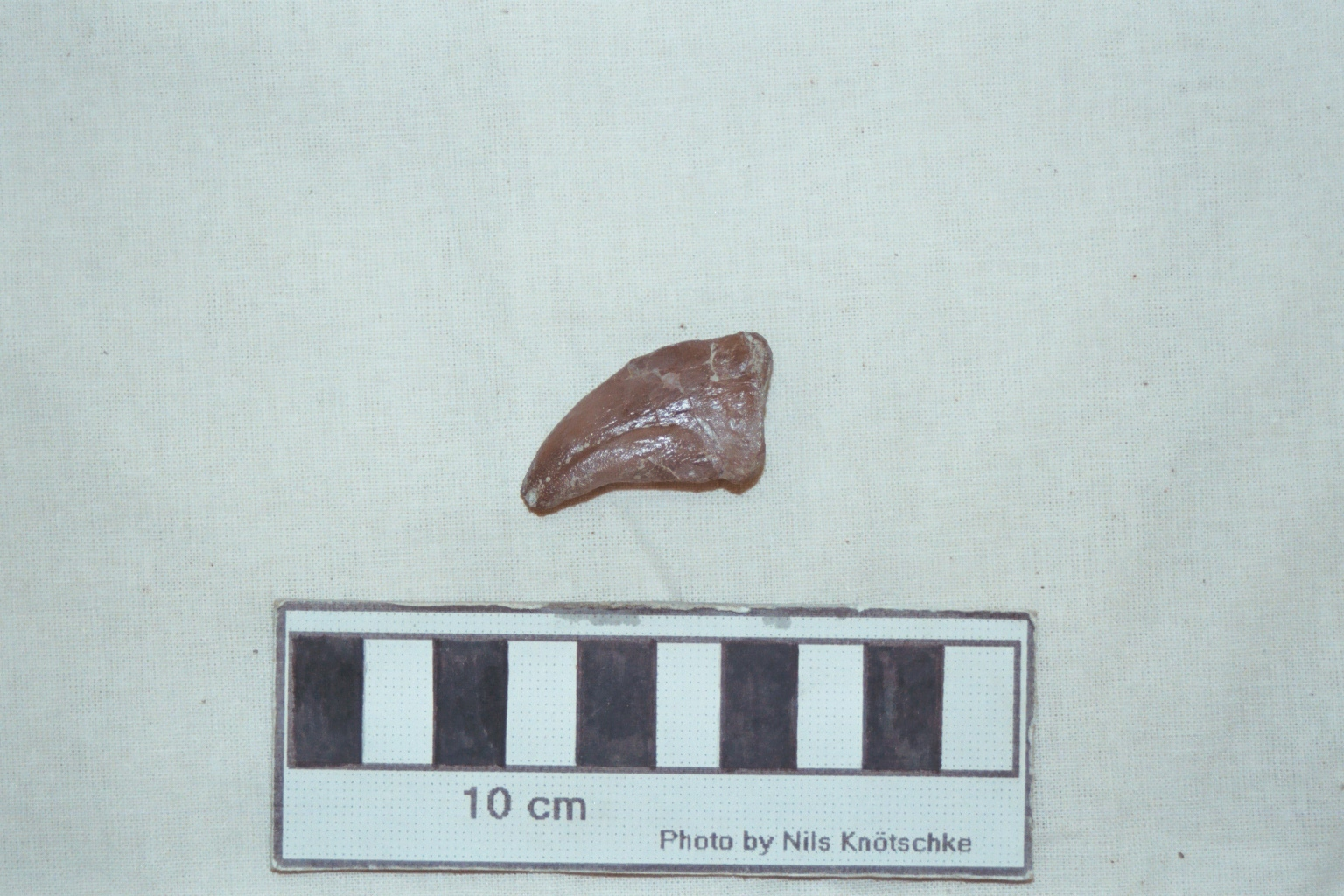
Fossile Kralle von Europasaurus holgeri, dem kleinsten bekannten sauropoden Dinosaurier

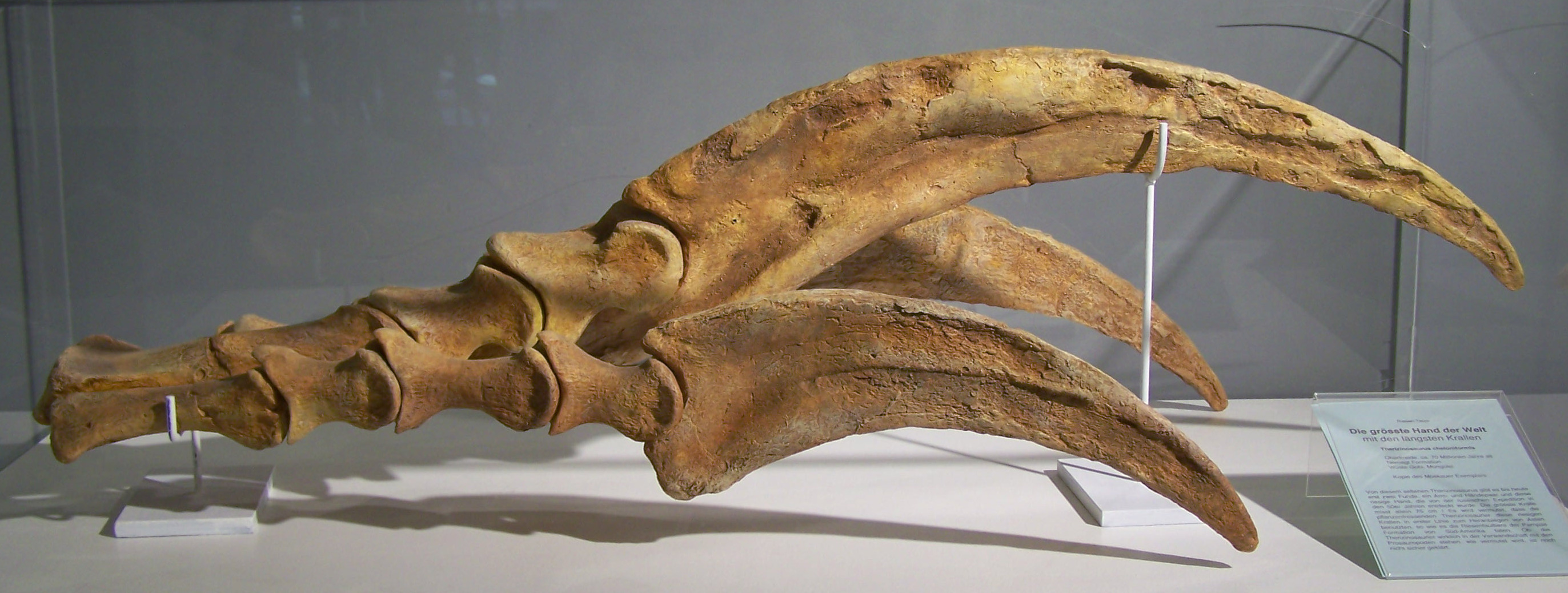
Die riesigen Krallen von Therizinosaurus

Die Kralle (lateinisch Unguis, seltener: Unguicula) ist eine feste, meist gekrümmte Struktur an den Endgliedern der Extremitäten vieler Tiere, die ihnen als Waffe und zum Greifen dient. Die Kralle gehört zu den Hautanhangsgebilden. Homologe Organe sind bei Menschen und Menschenaffen die Nägel sowie bei Huftieren die Hufe und Klauen.
Bei vielen Wirbeltieren (Reptilien, Vögel, Säugetiere und einige Amphibien) ist die Kralle eine aus Horn gewachsene Hautbildung der Zehen und Finger (Vorderzehen). Charakteristische Grundkomponente der Krallen der Wirbeltiere ist das Strukturprotein Keratin, gebildet von Keratinozyten. Die knöcherne Grundlage der Kralle ist das distale Finger- oder Zehenglied (Phalanx distalis), auch als Krallenbein (Os unguiculare) bezeichnet.
Die Krallen an den Tarsen der Gliederfüßer sind Bildungen des Exoskeletts. Ihre Hauptkomponente ist Sklerotin mit einem geringeren Anteil an Chitin. Es sind analoge Organe zu den Krallen der Wirbeltiere.

## Etymologie
Das erst seit dem 16. Jahrhundert bezeugte Wort Kralle gehört im Sinne von „die Gekrümmte“ wie Kringel zu der idg. Wurzel *ger- „[sich] drehen, [sich] winden, [sich] krümmen“.

## Wirbeltiere

### Säugetiere

#### Säugetierarten mit Krallen

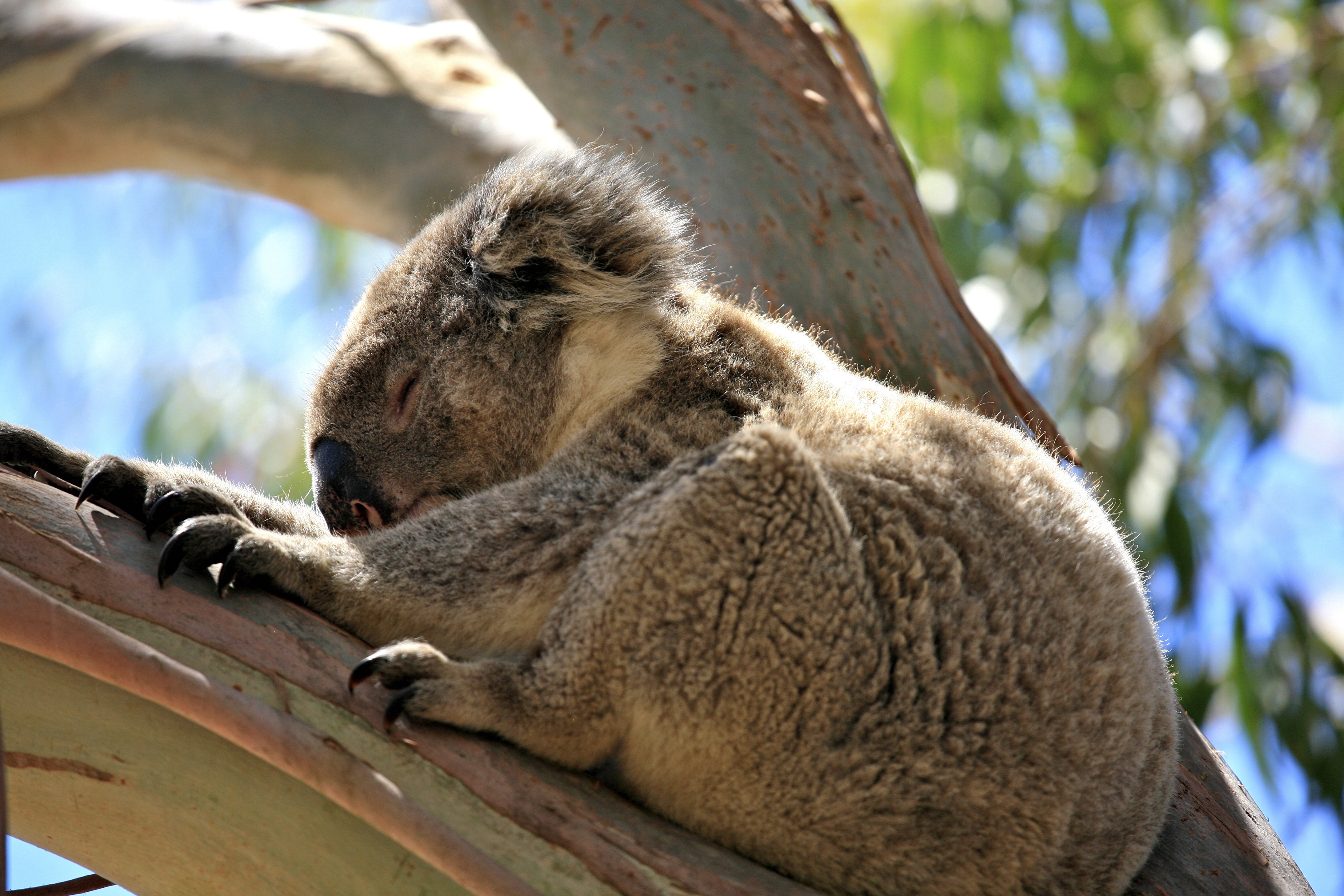
Krallen bei einem jungen Koala

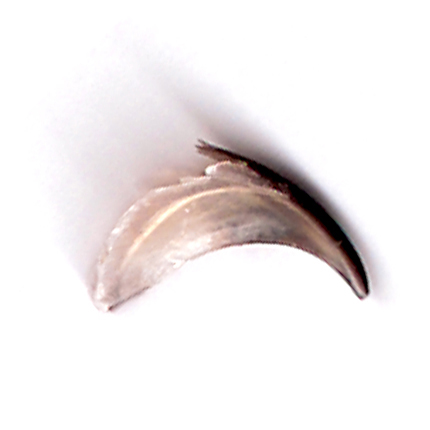
Kralle einer Hauskatze

Alle Raubtiere und viele weitere fleischfressende Säugetiere haben Krallen, wobei die Länge und die Form je nach Tierart deutlich variieren können. Die meisten Vertreter der Katzen (Felidae) sowie einige Vertreter der Schleichkatzen (Viverridae) können ihre Krallen zum Schutz vor Abnutzung in die Pfote einziehen und bei Bedarf wieder ausfahren.
Die meisten Hunde (Canidae) haben an den Hinterfüßen je nach Gattung vier oder fünf Zehen. Bei fünf Zehen am Hinterfuß kann die erste Zehe mehr oder weniger als Rudiment vorhanden sein, als sogenannte Wolfskralle. Sie hat keinen Bodenkontakt, ist also bei der Fortbewegung nutzlos, sie kann aber beispielsweise beim Packen von Beutetieren mitwirken. Weil sie beim Laufen nicht abgenutzt wird, kann eine Wolfskralle länger werden als die anderen Krallen.
Das Endglied der Finger und Zehen von Primaten ist in der Regel nicht mit einer Kralle versehen, sondern mit einem Nagel. Im Gegensatz zu Krallen sind Nägel nicht zugespitzt, sondern haben eine abgerundete Kante; im Gegensatz zu den Hufen der Unpaarhufer und den Klauen der Klauentiere tragen Nägel bei der Fortbewegung nicht das Körpergewicht. Es gibt jedoch Ausnahmen bei den Primaten: Krallenaffen haben krallenförmige Nägel, außer an der Großzehe. Ferner findet sich eine Putzkralle an der zweiten Zehe der Feuchtnasenprimaten. Bei Koboldmakis sind die zweite und die dritte Zehe mit einer Putzkralle ausgestattet.

#### Anatomie
An der Grenze zur normalen Haut liegt am Krallenrücken ein tief eingezogener Falz (Vallum), der Nagelfalz (Vallum unguis).
In dieser Vertiefung besitzt die Lederhaut feine Zotten, deren Epidermisüberzug den Hauptteil der Hornwand bildet (sogenanntes Kronhorn).
Im Wandbereich der Lederhaut sind feinste Blättchen zu finden, die für die Verankerung des Krallenschuhs sorgen.
An der kleinen rundlichen Sohle wird ein weiches Horn gebildet.

#### Schutz der Kralle und Abrieb

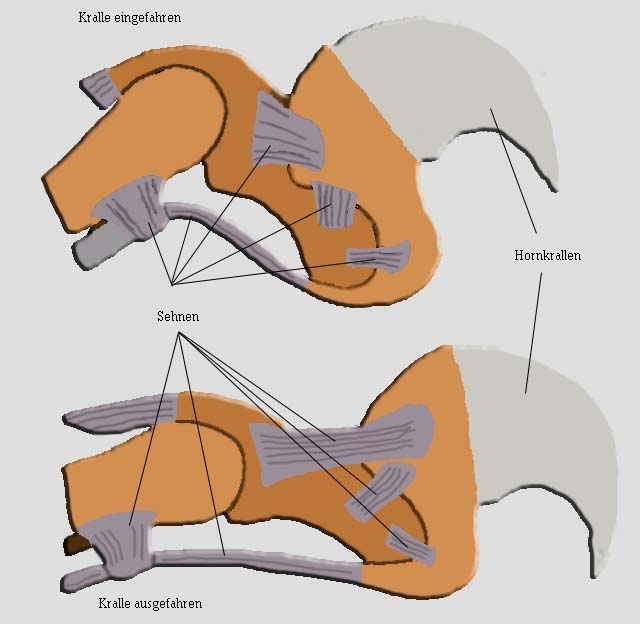
Krallenmechanismus der Katze

Die Krallen der meisten Katzen (nicht bei Geparden) sind in einer Hauttasche verborgen, wenn sie nicht benötigt werden. Ein elastisches Band (Ligamentum dorsale longum) zieht die Kralle passiv zurück. Ein Hilfsband (Ligamentum dorsale breve) sorgt dabei dafür, dass die Kralle seitlich am mittleren Zehenglied vorbeigeführt wird (Krallenmechanismus). Durch Zug der tiefen Beugesehne können die Krallen ausgefahren werden.
Durch diesen Mechanismus werden die Katzenkrallen beim Laufen geschont und bleiben scharf. Zudem schärfen Katzen ihre Krallen durch Entfernen der seitlichen, oberflächlichen Lagen der Hornwand ständig nach.
Dagegen werden die Krallen bei den meisten anderen krallentragenden Säugetieren beim Laufen abgerieben.
Bei vielen Haustieren ist der Abrieb der Krallen geringer als deren Längenwachstum. Die Krallen müssen dann regelmäßig gekürzt werden.

#### Terminologie
Als lateinischer Name für die Kralle wird meist derselbe wie für den Nagel verwendet: Unguis (Plural Ungues). Manche Autoren bevorzugen eine eigenständige, eindeutige Benennung und bezeichnen die Kralle lateinisch als Unguicula (Plural Unguiculae), dann im Gegensatz zu Unguis für den Nagel.
Linné fasste in der 12. Auflage von Systema Naturae (1766) krallen- und nägeltragende Säugetiere zu einer Gruppe namens Unguiculata zusammen. Das Taxon war lange umstritten und gilt heute als veraltet.
Zu beachten ist, dass die deutsche Bezeichnung Klaue für zwei sehr verschiedene Formen der Zehenendorgane verwendet wird: einerseits als häufiges Synonym für die Kralle (Unguis bzw. genauer Unguicula), andererseits für die verhornten Zehenspitzen der Klauentiere (Ungula). Die Klauen der Klauentiere (zum Beispiel Rinder und Schafe) haben große Ähnlichkeit mit Hufen (lateinisch ebenfalls Ungula genannt). Daher werden „Huf- und Klauentiere“ häufig als eine Gruppe zusammengefasst (Ungulata).

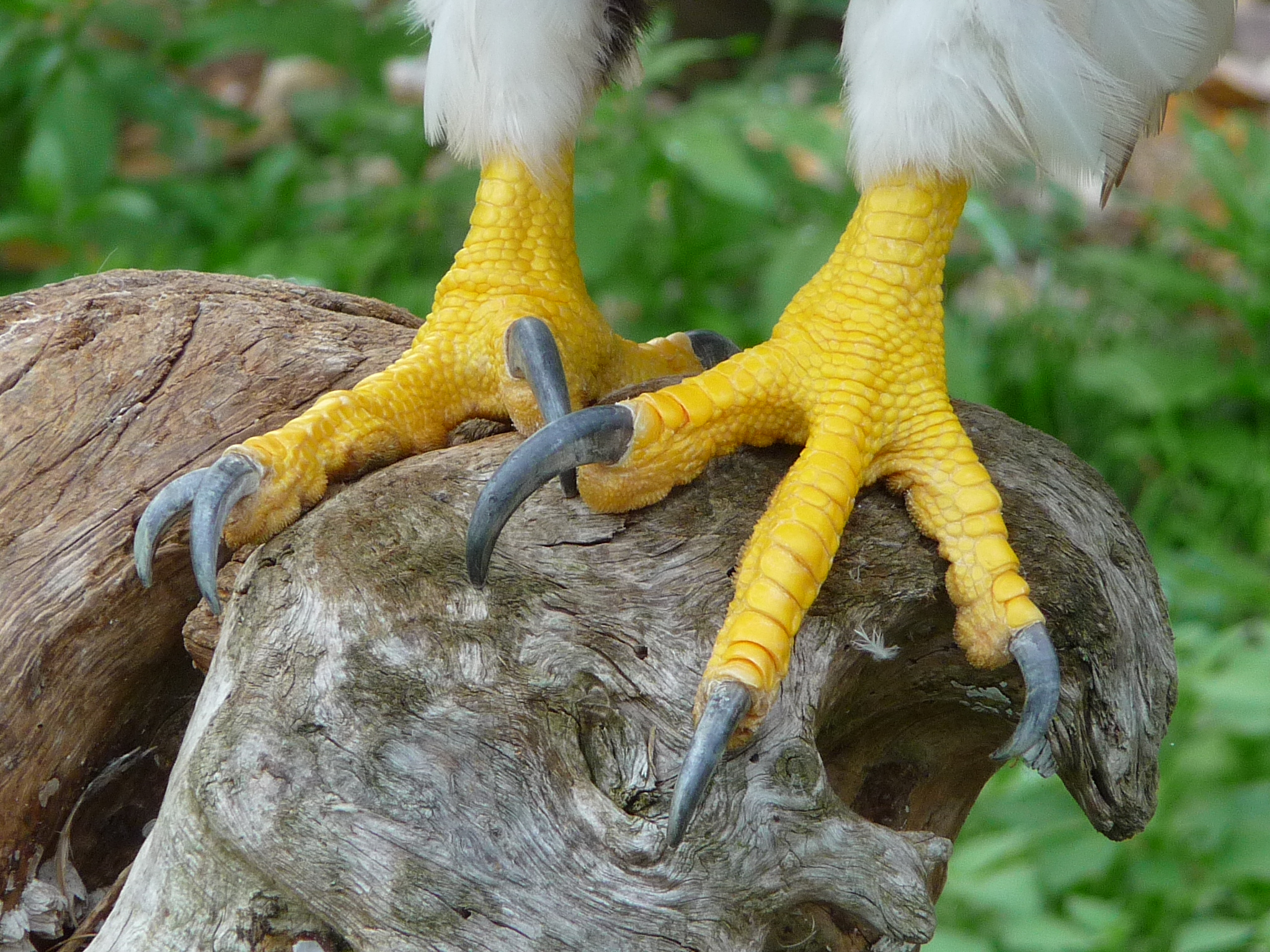
Klauen des Riesenseeadlers

### Vögel
Die meisten Vögel besitzen Krallen nur an den Zehen (siehe auch Vogelfuß). Der Hoatzin trägt als Jungvogel Krallen an den Flügeln, rudimentär kommen Krallen an den Flügeln auch bei Kiwis, einigen Emus und Kasuaren vor.
Vögel benutzen ihre Krallen, um beim Landen oder Halten an Bäumen festen Halt zu finden. Viele Vögel verwenden ihre Krallen, um Nestmaterial oder Nahrung (im Flug) zu halten oder Nahrungsbrocken zu zerteilen, manche setzen ihre Krallen ein, um Beutetiere zu fangen, festzuhalten oder zu töten.
Bei Ziervögeln ist oft ein regelmäßiges Krallenschneiden erforderlich, da die Abnutzung im Käfig zu gering ist.

### Reptilien

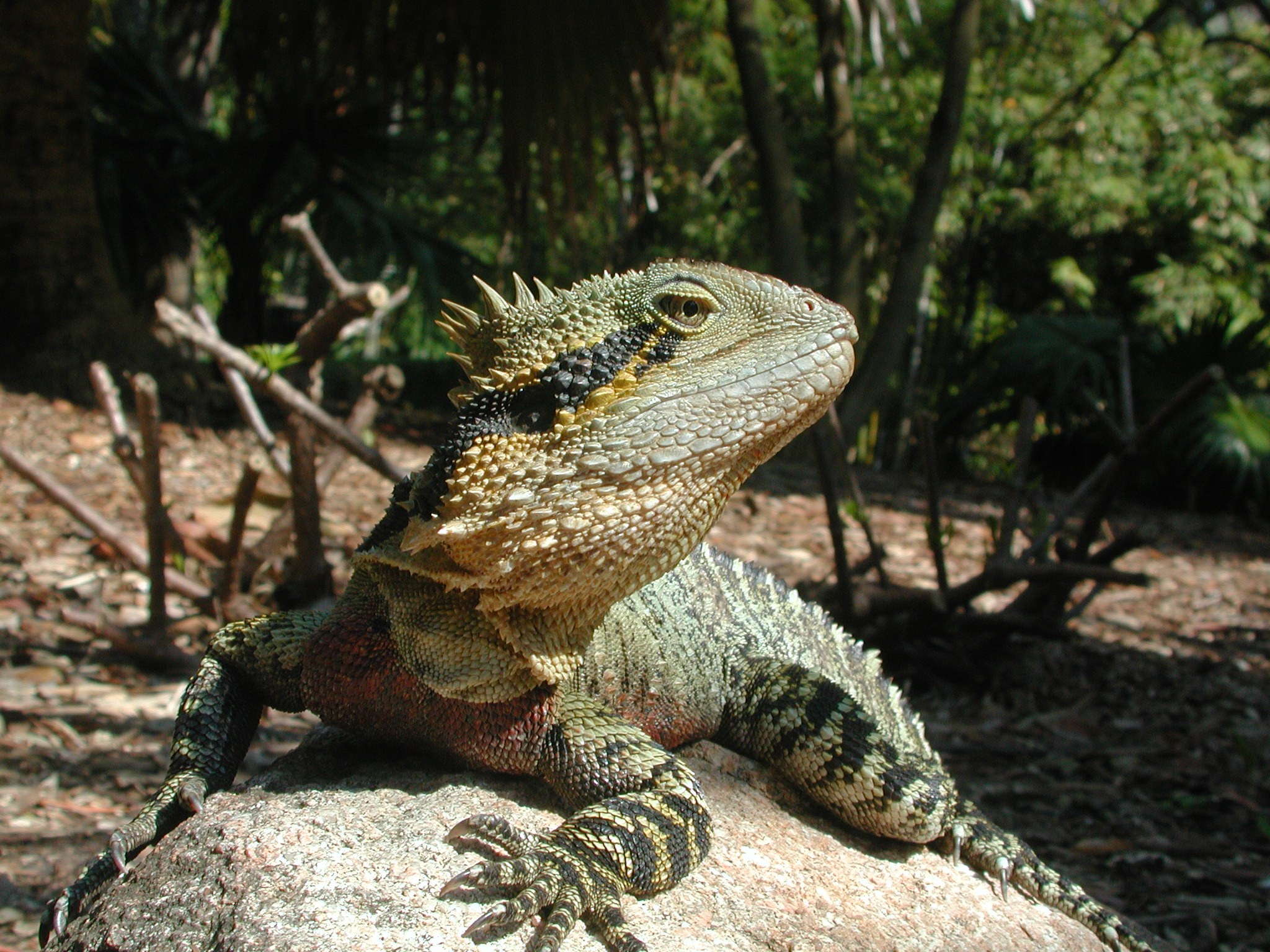
Australische Wasseragame

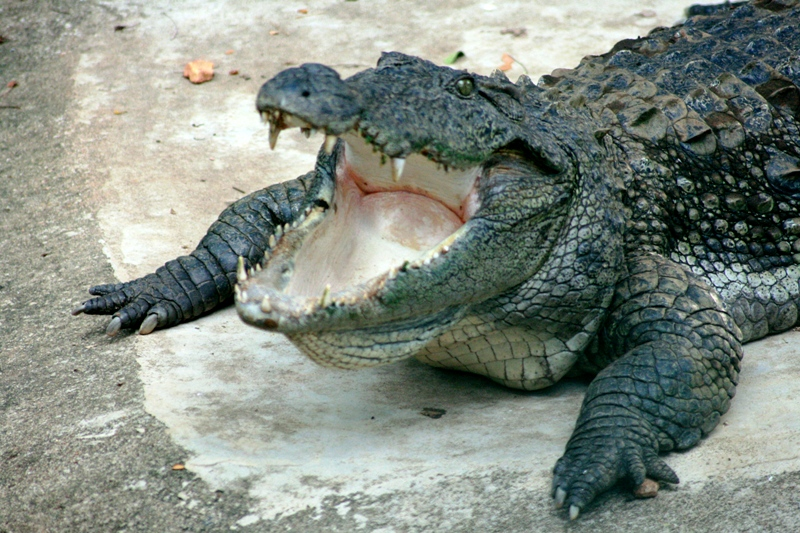
Sumpfkrokodil

Die meisten Reptilien haben gut entwickelte Krallen. Beispielsweise gebrauchen Eidechsen ihre Krallen zum Klettern, fleischfressende Arten der Eidechsen nutzen sie auch zum Festhalten von Beutetieren.
Bei der Evolution der Schlangen sind die Beine zurückgebildet worden. Bei vielen Boas und Pythons sind jedoch beidseits des Afters Rudimente der Hinterbeine als Afterklauen (Aftersporne) vorhanden.

### Amphibien

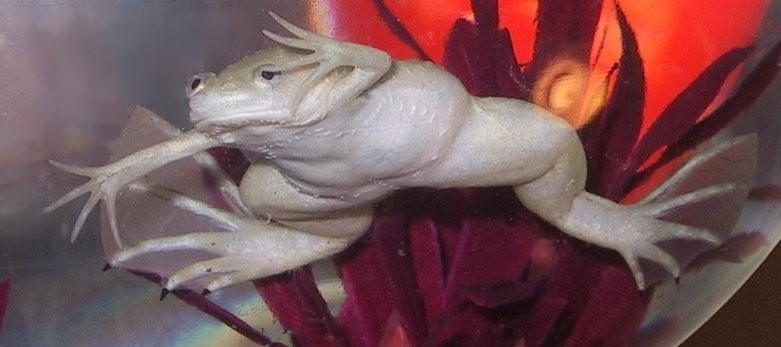
Ein ungewöhnlich heller Glatter Krallenfrosch. Die drei Krallen am hinteren Fuß sind links gut zu sehen.

Die meisten Amphibien haben keine Krallen. Ausnahmen bei den Froschlurchen sind die Krallenfrösche und die Zwergkrallenfrösche. Bei den Vertretern beider Gattungen sind an den ersten drei Zehen der Hinterbeine schwarze Krallen ausgebildet. Bei Zwergkrallenfröschen sind dies sehr kleine Hornkappen, die bei der Fortbewegung auf Kies rasch abgeschliffen werden können.
Auch bei den Schwanzlurchen gibt es Ausnahmen: Onychodactylus japonicus und Onychodactylus fischeri haben Krallen an den Vorder- und Hinterbeinen. Diese beiden Arten gehören zur Gattung Onychodactylus in der Familie der Winkelzahnmolche. Ein weiterer Molch mit Krallen ist Pseudobranchus striatus, der zur Familie der Armmolche gehört. Er hat keine hinteren Gliedmaßen, aber Klauen an allen vier Fingern der vorderen Gliedmaßen.
Man nimmt an, dass sich die Krallen bei Amphibien in der Evolution der Tiere unabhängig von den Krallen bei Amnioten entwickelt haben.

Endstück eines Insekten-Tarsus:
1 Kralle/Klaue (Unguis)
2 Pulvillus (Haftorgan)
3 Empodium
4 Arolium

## Gliederfüßer

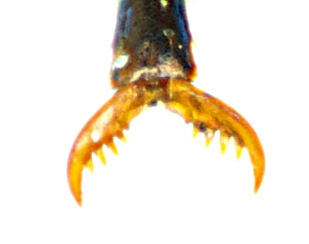
Krallen am Hinterbein des Grünblauen Prunkkäfers

Bei den meisten krallentragenden Vertretern der Gliederfüßer findet sich am Endglied (Prätarsus) des Fußes (Tarsus) ein Paar Krallen. Seltener ist nur eine Kralle ausgebildet. Es wird auch die Bezeichnung Klaue verwendet – meist für eine einzelne Kralle, manchmal aber auch für ein Krallenpaar. Die Bezeichnungen Kralle und lateinisch Unguis (Plural Ungues) sind in dieser Hinsicht eindeutig und daher im Zweifel vorzuziehen.
Bei Webspinnen ist die Ausprägung des Tarsus als Trionycha (Dreikraller oder Drei-Klauen-Spinnen) oder Dionycha (Zweikraller oder Zwei-Klauen-Spinnen) von entscheidender Bedeutung und Hinweis auf unterschiedliche Lebensweisen.
Zu den Dreikrallern gehören die meisten netzbauenden Arten.
Zweikraller hingegen besitzen statt der Mittelklaue Setae und sind meist aktiv jagende Arten wie die Springspinnen. Die Einteilung der Webspinnen in Dreikraller und Zweikraller entspricht jedoch nicht der Taxonomie.

## Einzelbelege
1. ↑  H. Börner: Arthropoden. In: Pflanzenkrankheiten und Pflanzenschutz. Springer-Lehrbuch. Springer, Berlin/Heidelberg 2009, ISBN 978-3-540-49067-8, Kapitel 10, S. 173–290.
2. ↑  Das Herkunftswörterbuch (= Der Duden in zwölf Bänden. Band 7). Nachdruck der 2.  Auflage. Dudenverlag, Mannheim 1997 (S. 383). Siehe auch DWDS („Kralle“) und Friedrich Kluge: Etymologisches Wörterbuch der deutschen Sprache. 7.  Auflage. Trübner, Straßburg 1910 (S. 262).
3. ↑  Heinz Feneis: Pocket Atlas of Human Anatomy. 4. Ausgabe. 2000, Thieme, ISBN 3-13-511204-7, S. 392–395.
4. ↑  Horst Erich König: Anatomie der Haussäugetiere: Lehrbuch und Farbatlas für Studium und Praxis … Schattauer Verlag, 2012, S. 637 (mit Abb. 18–52)
5. ↑  Die reguläre Verkleinerungsform zu Unguis (maskulinum) würde Unguiculus lauten, vgl. im klassischen Latein unguiculus mit der Bedeutung „Nägelchen“, „Nagel“.
6. ↑  Beispiel für die Unterscheidung Unguicula (Kralle) – Unguis (Nagel): Horst Erich König und Hans-Georg Liebich (Hg.): Anatomie der Haussäugetiere: Lehrbuch und Farbatlas für Studium und Praxis. Schattauer Verlag, Stuttgart, 5. Auflage (2012), S. 624.
7. ↑  Älteres Beispiel für die Bezeichnung Unguicula: A. Trautmann: Äußere Haut: Die Kralle, Unguicula. In. A. Trautmann, J. Fiebiger (Hrsg.): Lehrbuch der Histologie und vergleichenden mikroskopischen Anatomie der Haussäugetiere. 8. und 9. Auflage. Berlin, Paul Parey 1949, Kap. 3, S. 321–323.
8. ↑  Lexikon der Biologie: Unguiculata spektrum.de
9. 1 2 3  H. C. Maddin, L. Eckhart, K. Jaeger, A. P. Russell, M. Ghannadan: The anatomy and development of the claws of Xenopus laevis (Lissamphibia: Anura) reveal alternate pathways of structural evolution in the integument of tetrapods. In: Journal of anatomy. Band 214, Nummer 4, April 2009, S. 607–619, doi:10.1111/j.1469-7580.2009.01052.x, PMID 19422431, PMC 2736125 (freier Volltext).
10. ↑  Zeichnung aus Francis Walker (1851): Insecta Britannica: Diptera. Band 1, S. 332.
11. ↑  Jörg Wunderlich: Zur Bestimmung der häufigsten fossilen Spinnen im Baltischen Bernstein. Schwarz auf Weiß (zum Thema Bernstein) 1997, S. 185–195.